# Odra Opole (hokej na lodzie)
Odra Opole – klub hokejowy z siedzibą w Opolu, założony w 1946, rozwiązany w 1989 roku.

## historia
Klub założony został  w październiku 1946 roku jako „Odra Opole”, następnie przemianowany na „Budowlani Opole” i ponownie na Odra. Klub działał jako jedna z sekcji wielosekcyjnego klubu sportowego Odra Opole. W latach 50. drużyna występowała w najwyższej klasie rozgrywkowej. Od lat 60. do rozwiązania w 1988 roku zespół rywalizował w II i III lidze. Najbliżej awansu do I ligi klub był w sezonie 1974/1975, kiedy zajął drugie miejsce w lidze. W sezonie II ligi 1987/1988, został przemianowany na Opolskie Towarzystwo Hokejowe (OTH) Opole. Pod tą nazwą drużyna grała także w edycji II ligi 1988/1989. Zajęła w niej przedostatnie 7 miejsce. Do kolejnego sezonu II ligi 1989/1990 drużyna OTH była anonsowana w składzie uczestników, jednak nie rozegrała spotkań, które początkowo były określane jako przełożone i nieodbyte), zaś po kilku dwumeczach ligowych OTH nie była już uwzględniana w tabeli.

## Sukcesy
- Mistrzostwa Polski juniorów:
  - 3 miejsce (2): 1965, 2009

## Zawodnicy
Wychowankami Odry Opole zostali m.in. Rudolf Czech, Zdzisław Trojanowski, Zbigniew Strociak.